# Rokszyce (województwo podkarpackie)
Rokszyce – wieś w Polsce położona w województwie podkarpackim, w powiecie przemyskim, w gminie Krasiczyn}.
| SIMC    | Nazwa      | Rodzaj    |
| ------- | ---------- | --------- |
| 0604910 | Góry       | część wsi |
| 0604927 | Pod Garbem | część wsi |
| 0604933 | Zagrabiec  | część wsi |

W II Rzeczypospolitej wieś w powiecie przemyskim w województwie lwowskim.
W latach 1944–1945 nacjonaliści ukraińscy z OUN-UPA zamordowali tutaj 17 Polaków, paląc część gospodarstw. Zabili też w zasadzce 5 żołnierzy Wojska Polskiego.
W latach 1975–1998 miejscowość położona była w województwie przemyskim.